# BIG BIG MONEY feat. HIRO
「BIG BIG MONEY feat. HIRO」（ビッグ・ビッグ・マニー フィーチャリング ヒロ）は、ZEEBRAの楽曲で、6枚目のシングル。2003年1月22日にポニーキャニオンから発売された。2003年のシングル連続リリース第1弾及び、ポニーキャニオン移籍後初となるシングル。

## 概要
前作「BABY GIRL/城南ハスラー2 feat. DABO, UZI, G.K.MARYAN」から約1年半ぶりとなるシングル。キングギドラとしての活動を経てのリリースとなった。

## 収録曲
1. BIG BIG MONEY feat. HIRO
作詞：ZEEBRA、作曲：ZEEBRA/今井了介、編曲：ZEEBRA/今井了介
  - Produced by FIRSTKLAS
  - F.O.HのHIROが参加。
  - PVに沢尻エリカが出演している。
2. BIG BIG MONEY - Beverly Hills
作詞：ZEEBRA、作曲：ZEEBRA/今井了介/MIGHTY CROWN、編曲：MIGHTY CROWN
3. BIG BIG MONEY - Instrumental

## アナログ盤
1. BIG BIG MONEY feat. HIRO
2. BIG BIG MONEY - Beverly Hills Remix
3. BIG BIG MONEY - A CAPPELLA
4. BIG BIG MONEY - ORIGINAL INSTRUMENTAL
5. BIG BIG MONEY - ORIGINAL TV TRACK